# Jules Champfleury
Jules François Fleury-Husson [ʒyl fʀɑ̃swa flœʀi ysɔ̃], ps. Champfleury [ʃɑ̃flœʀi] (ur. 10 września 1821 w Laon, zm. 6 grudnia 1889 w Sèvres) – francuski pisarz i krytyk sztuki.
Pochodził z niezamożnej rodziny, jego ojciec był sekretarzem mera. Champfleury wcześnie musiał skończyć edukację ze względu na kłopoty finansowe rodziny. Po przyjeździe do Paryża zatrudnił się jako pracownik księgarni, a od r. 1844 włączył się w życie literackie stolicy.
Jako dziennikarz, krytyk sztuki, dramaturg, autor nowel i powieściopisarz związał się przyjaźnią z Victorem Hugo i Gustave'em Flaubertem, równocześnie wzbudzając wrogość ze strony Edmonda i Jules'a de Goncourtów, których napiętnował jako "manierystów".
Popierał realizm w sztuce. Zwolennik malarstwa Eugène'a Delacroix, Honoré Daumiera i Gustave'a Courbeta.

## Powieści
- Chien-Caillou, fantaisies d'hiver; Pauvre Trompette, fantaisies de printemps; Feu Miette, fantaisies d'été (1847)
- Confessions de Sylvius (1849)
- Les Aventures de Mademoiselle Mariette (1853)
- Les Oies de Noël (1852, w 1858 pod zmienionym tytułem L'usurier Blaizot)
- Les Souffrances du professeur Delteil (1853)
- Les Bourgeois de Molinchart (1855)
- La Succession Le Camus, pisana od 1855 do maja 1856 (Paris, A.Cadot, 1858, następnie Plon et Cie, w serii "bibliothèque de romans à 1 franc le volume", egz. niedatowany – osobiste archiwa)
- Le Violon de faïence (1862)
- La Comédie Académique – La Belle Paule (1867)